# Neil Adams
Neil Adrian Adams (nascido em 27 de setembro de 1958) é um ex-judoca inglês, medalhista de prata nos Jogos Olímpicos de Verão de 1980 e 1984.